# Kom naar jou
Kom naar jou is een nummer van de Belgische band Clouseau uit 1997. Het is de vijfde single van hun zevende studioalbum Adrenaline.
"Kom naar jou" is een optimistisch nummer dat gaat over een jongen die niet kan wachten om weer naar zijn vriendin te gaan. Het nummer werd een bescheiden succesje in België, maar was wel de minst succesvolle single van het album "Adrenaline". Het bereikte de 4e positie in de Vlaamse Tipparade. In Nederland werd de Top 40 of Tipparade niet gehaald, wel bereikte het de 81e positie in de Single Top 100.